# Europa 1
Ne doit pas être confondu avec Europe 1.
L'Europa 1 est un bateau-pompe franco-allemand, mis en service en janvier 2008. Sa zone d'intervention est de Breisach à Karlsruhe. Ses principales missions sont le secours à personne, le pompage de carburant et l'extinction des incendies.

## Histoire
La nécessité d'un bateau-pompe à Strasbourg est née de la distance éloignée des autres navires de ce type. Le plus proche se trouve à Mannheim pour la partie nord et à Bâle pour la partie sud, la distance est donc de 270 km entre ces deux zones.
Sa gestion administrative s'effectue via un Groupement local de coopération transfrontalière.